# Jan Abrahám
Jan Abrahám (16. prosince 1910 Hrotovice – 4. srpna 1998 Jihlava[zdroj⁠?!]) byl český a československý poválečný politik Komunistické strany Československa a poslanec Ústavodárného Národního shromáždění.

## Biografie
V parlamentních volbách v roce 1946 byl zvolen poslancem Ústavodárného Národního shromáždění za KSČ. V parlamentu setrval do konce funkčního období, tedy do voleb do Národního shromáždění roku 1948.
Politicky působil na Jihlavsku. V roce 1946 je profesně uváděn jako rolník. Roku 1950 byl krajským předsedou JSČZ.